# Paraguaçu
Paraguaçu – rzeka w Brazylii o długości 500 km. 
Źródła rzeki znajdują się w górach Chapada Diamantina, a uchodzi ona do Zatoki Wszystkich Świętych.

## Główny dopływ rzeki
- Jacuípe.

## Większe miasta
- Cachoeira,
- Andaraí,
- Itaetê.